# Leichtathletik-Weltmeisterschaften 2017/Teilnehmer (Barbados)
| Gelbes Symbol für Goldmedaillen mit stilisierten Olympischen Ringen | Graues Symbol für Silbermedaillen mit stilisierten Olympischen Ringen | Braundes Symbol für Bronzemedaillen mit stilisierten Olympischen Ringen |
| ------------------------------------------------------------------- | --------------------------------------------------------------------- | ----------------------------------------------------------------------- |
| —                                                                   | —                                                                     | —                                                                       |

Von Barbados wurden zwei Athletinnen und sechs Athleten für die Leichtathletik-Weltmeisterschaften 2017 in London nominiert.

## Ergebnisse

### Frauen

#### Laufdisziplinen
| Athletin        | Disziplin    | Vorlauf | Vorlauf | Halbfinale         | Halbfinale         | Finale             | Finale             |
| Athletin        | Disziplin    | Zeit    | Platz   | Zeit               | Platz              | Zeit               | Platz              |
| --------------- | ------------ | ------- | ------- | ------------------ | ------------------ | ------------------ | ------------------ |
| Sada Williams   | 200 m        | 23,55 s | 30      | nicht qualifiziert | nicht qualifiziert | nicht qualifiziert | nicht qualifiziert |
| Tia-Adana Belle | 400 m Hürden | 58,82 s | 37      | nicht qualifiziert | nicht qualifiziert | nicht qualifiziert | nicht qualifiziert |

### Männer

#### Laufdisziplinen
| Athlet                                                                                     | Disziplin    | Qualifikation | Qualifikation | Vorlauf | Vorlauf | Halbfinale         | Halbfinale         | Finale             | Finale             |
| Athlet                                                                                     | Disziplin    | Zeit          | Platz         | Zeit    | Platz   | Zeit               | Platz              | Zeit               | Platz              |
| ------------------------------------------------------------------------------------------ | ------------ | ------------- | ------------- | ------- | ------- | ------------------ | ------------------ | ------------------ | ------------------ |
| Mario Burke                                                                                | 100 m        | 10,22 s       | 3             | 10,42 s | 39      | nicht qualifiziert | nicht qualifiziert | nicht qualifiziert | nicht qualifiziert |
| Ramon Gittens                                                                              | 100 m        | 10,25 s       | 5             | 10,24 s | 24      | nicht qualifiziert | nicht qualifiziert | nicht qualifiziert | nicht qualifiziert |
| Burkheart Ellis                                                                            | 200 m        |               |               | 20,99 s | 40      | nicht qualifiziert | nicht qualifiziert | nicht qualifiziert | nicht qualifiziert |
| Shane Brathwaite                                                                           | 110 m Hürden |               |               | 13,39 s | 10      | 13,26 s SB         | 7                  | 13,32 s            | 6                  |
| Shane Brathwaite Mario Burke Levi Cadogan Burkheart Ellis Jr Ramon Gittens Stephen Headley | 4 × 100 m    |               |               | 39,19 s | 14      |                    |                    | nicht qualifiziert | nicht qualifiziert |